# Rachel Kacnelsonová-Šazarová
Rachel Kacnelsonová-Šazarová (hebrejsky רחל כצנלסון-שזר‎, rodným jménem Rachel Šazarová; 24. října 1885 – 11. srpna 1975) byla izraelská první dáma, manželka izraelského prezidenta Zalmana Šazara, literární kritička a aktivní postava sionistického hnutí.

## Biografie
Narodila se do tradiční židovské rodiny v Babrjusku v Ruském impériu (dnešní Bělorusko). V osmnácti letech dokončila s vyznamenáním střední školu, díky čemuž získala možnost studovat na univerzitě (takovou možnost mělo jen malé procento ruské židovské populace). Byla přijata na Petrohradskou univerzitu, kde studovala literaturu a dějiny. Mimo to dále studovala na Akademii pro židovská studia v témže městě, kde se seznámila se svým budoucím manželem Zalmanem Šazarem, který v té době používal své rodné jméno Šneur Zalman Rubašov. Svatbu měli 19. dubna 1920 v Jeruzalémě.
V roce 1912 emigrovala do osmanské Palestiny (dnešní Izrael), kde se okamžitě zapojila do řady sionistických organizací (již dříve byla činná v hnutí dělnického sionismu v jejím domovském městě). V roce 1916 byla společně s Berlem Kacnelsonem a Jicchakem Tabenkinem zvolena do prvního kulturního výboru dělnického hnutí, s nimiž pracovala na zlepšení vzdělanosti dělníků. Později byla zvolena do kulturního výboru strany Achdut ha-avoda a v roce 1924 do odborové organizace Histadrut.
Během svého života byla aktivní jak v odborové organizaci Histadrut, tak v hlavní levicové straně Mapaj, a vedle pomáhání manželovi během jeho kariéry (zprvu jako poslance Knesetu, ministra vlády, člena vedení Židovské agentury, a nakonec prezidenta) vykonávala řadu veřejných funkcí.

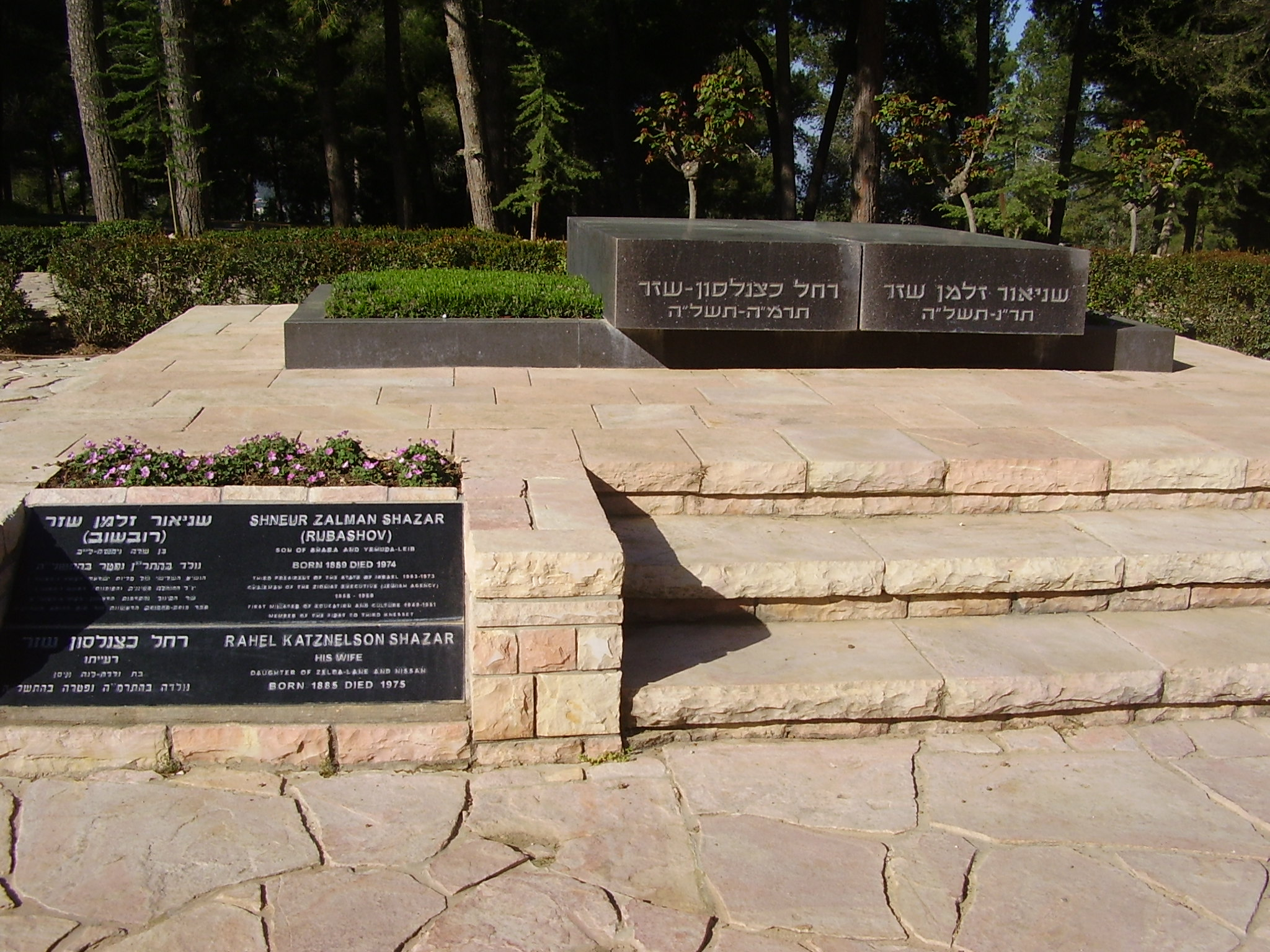
Hrob Kacnelsonové-Šazarové a jejího manžela na Herzlově hoře v Jeruzalémě

Zemřela ve věku 89 let a je pohřbena na Herzlově hoře v Jeruzalémě po boku svého manžela.

## Rodina
Měla tři bratry: Avrahama Kacnelsona (jednoho ze signatářů Izraelské deklarace nezávislosti), Josefa Kacnelsona (společníka Vladimíra Žabotinského a jednoho ze dvou šéfů Irgunu, kteří měli na starosti ilegální imigraci) a Reuvena Kacnelsona (člena Židovské legie a spolubojovníka Josefa Trumpeldora v bitvě o Gallipoli).

## Ocenění
- 1946 – Brennerova cena
- 1958 – Izraelská cena v oblasti sociologie[2]
- 1968 – Jakir Jerušalajim (Worthy Citizen of Jerusalem)[3]

## Dílo
Mezi dílo Rachel Kacnelsonové-Šazarové patří například:
- Massot u-Rešimot, Tel Aviv, 1944
- Divrei Po'alot , New York, 1932
- ha-Chofim ha-Šenajim, Jeruzalém, 1999 (vyšlo posmrtně)